# Acotiamida
Acotiamida (YM-443, Z-338) es un experimental inhibidor de la colinesterasa